# Креола (Алабама)
Креола (англ. Creola) — місто (англ. city) в США, в окрузі Мобіл штату Алабама. Населення — 1936 осіб (2020).

## Географія
Креола розташована за координатами 30°52′27″ пн. ш. 88°0′34″ зх. д. / 30.87417° пн. ш. 88.00944° зх. д. (30.874156, -88.009418). За даними Бюро перепису населення США в 2010 році місто мало площу 39,25 км², з яких 36,88 км² — суходіл та 2,37 км² — водойми.

## Демографія
Згідно з переписом 2010 року, у місті мешкало 1926 осіб у 692 домогосподарствах у складі 519 родин. Густота населення становила 49 осіб/км². Було 775 помешкань (20/км²).
Расовий склад населення:
| - 84,7 % — білих - 9,8 % — чорних або афроамериканців - 1,8 % — корінних американців - 0,1 % — вихідців з тихоокеанських островів - 0,1 % — азіатів - 1,9 % — осіб інших рас |

До двох чи більше рас належало 1,7 %. Частка іспаномовних становила 3,1 % від усіх жителів.
За віковим діапазоном населення розподілялося таким чином: 25,2 % — особи молодші 18 років, 63,6 % — особи у віці 18—64 років, 11,2 % — особи у віці 65 років та старші. Медіана віку мешканця становила 35,6 року. На 100 осіб жіночої статі у місті припадало 108,2 чоловіків; на 100 жінок у віці від 18 років та старших — 109,4 чоловіків також старших 18 років.
Середній дохід на одне домашнє господарство становив 62 622 долари США (медіана — 51 705), а середній дохід на одну сім'ю — 66 362 долари (медіана — 53 295). Медіана доходів становила 53 177 доларів для чоловіків та 39 926 доларів для жінок. За межею бідності перебувало 18,1 % осіб, у тому числі 32,2 % дітей у віці до 18 років та 9,0 % осіб у віці 65 років та старших.
Цивільне працевлаштоване населення становило 756 осіб. Основні галузі зайнятості: освіта, охорона здоров'я та соціальна допомога — 20,4 %, виробництво — 19,3 %, роздрібна торгівля — 13,2 %, будівництво — 9,3 %.